# Linia kolejowa Čáslav – Třemošnice
Linia kolejowa Čáslav – Třemošnice (Linia kolejowa nr 236 (Czechy)) – jednotorowa, niezelektryfikowana regionalna linia kolejowa w Czechach. Łączy stacje Čáslav i Třemošnice. Przebiega przez terytorium dwóch krajów: środkowoczeskiego i pardubickiego.